# Fédération du Costa Rica de basket-ball
La Fédération du Costa Rica de basket-ball ou FECOBA (Federación Costarricense de Baloncesto) est une association, fondée en 1969, chargée d'organiser, de diriger et de développer le basket-ball au Costa Rica.
La Fédération représente le basket-ball auprès des pouvoirs publics ainsi qu'auprès des organismes sportifs nationaux et internationaux et, à ce titre, le Costa Rica dans les compétitions internationales. Elle défend également les intérêts moraux et matériels du basket-ball costaricien. Elle est affiliée à la FIBA depuis 1969, ainsi qu'à la FIBA Amériques.
La Fédération organise également le championnat national.